# When The Sun Dies
When The Sun Dies es la primera grabación de estudio del grupo de Metal VaniShine que fue lanzado en 2007.

## Información
Disco debut de VaniShine que contiene algunos de los temas más reconocidos de la banda, como When The Sun Dies o River Star. 
Producido en el año 2007 en los estudios Groove de Ortuella y acogido con una gran aceptación.

## Lista de canciones
| Pista | Título                 | Tiempo |
| ----- | ---------------------- | ------ |
| 1     | The dark falls(intro)  | 2:22   |
| 2     | River Star             | 3:25   |
| 2     | Only Lies              | 3:36   |
| 3     | My Promise, My Debt    | 5:13   |
| 4     | Fury Grows             | 3:10   |
| 5     | The Dance Of The Night | 4:10   |
| 6     | When The Sun Dies      | 5:49   |

## Alineación
- Leire - Voces
- Esther - Teclado
- Álvaro - Guitarra
- Gontza - Bajo
- Monty - Batería

- Datos: Q25406282